# جان لابوينت
جان لابوينت (بالإنجليزية: Jean Lapointe)‏ هو سياسي وممثل كندي، ولد في 6 ديسمبر 1935 ببرايس في كندا.

## وصلات خارجية
- جان لابوينت على موقع IMDb (الإنجليزية)
- جان لابوينت على موقع ألو سيني (الفرنسية)
- جان لابوينت على موقع ميوزك برينز (الإنجليزية)
- جان لابوينت على موقع أول موفي (الإنجليزية)
- جان لابوينت على موقع قاعدة بيانات الأفلام السويدية (السويدية)
- جان لابوينت على موقع ديسكوغز (الإنجليزية)
- جان لابوينت على موقع قاعدة بيانات الفيلم (الإنجليزية)
- جان لابوينت على موقع كينوبويسك (الروسية)